# Verbascum graecum
Verbascum graecum är en flenörtsväxtart som beskrevs av Theodor Heinrich von Heldreich, Amp; Sart. och Pierre Edmond Boissier. Verbascum graecum ingår i släktet kungsljus, och familjen flenörtsväxter. Inga underarter finns listade i Catalogue of Life.